# Tarczownicowate
Tarczownicowate (Parmeliaceae Zenker) – rodzina grzybów z rzędu misecznicowatych (Lecanorales).

## Systematyka
Pozycja w klasyfikacji według Index Fungorum:
Parmeliaceae, Lecanorales, Lecanoromycetidae, Lecanoromycetes, Pezizomycotina, Ascomycota, Fungi.
Według aktualizowanej klasyfikacji Index Fungorum bazującej na Dictionary of the Fungi z rodziny tej w Polsce występują rodzaje:

- Alectoria Ach. 1809 – żyłecznik
- Allantoparmelia (Vain.) Essl. 1978 – czarniaczek
- Arctoparmelia Hale 1986 – tapetka
- Brodoa Goward 1987 – ustupka
- Bryoria Brodo & D. Hawksw. 1977 – włostka
- Cetraria Ach. 1803 – płucnica
- Cetrariella Kärnefelt & A. Thell 1993 – płucniczka
- Cetrelia W.L. Culb. & C.F. Culb. 1968 – nibypłucnik
- Evernia Ach. 1809 – mąkla
- Flavopunctelia (Krog) Hale 1984 – żółtlica
- Hypogymnia (Nyl.) Nyl. 1896 – pustułka
- Hypotrachyna (Vain.) Hale 1974 – przystrumycznik
- Imshaugia S.L.F. Mey. 1985 – popielak
- Letharia (Th. Fr.) Zahlbr. 1892 – jaskrota
- Melanelia Essl. 1978 – przylepka
- Melanelixia O. Blanco, A. Crespo, Divakar, Essl., D. Hawksw. & Lumbsch 2004
- Melanohalea O. Blanco, A. Crespo, Divakar, Essl., D. Hawksw. & Lumbsch 2004
- Menegazzia A. Massal. 1854 – tarczynka
- Montanelia Divakar, A. Crespo, Wedin & Essl. 2012

- Parmelia Ach. 1803 – tarczownica
- Parmelina Hale 1974 – szarzynka
- Parmeliopsis (Nyl.) Nyl. 1866 – płaskotka
- Parmotrema A. Massal. 1860 – kobiernik
- Phacopsis Tul. 1852 – fakopsis
- Platismatia W.L. Culb. & C.F. Culb. 1968 – płucnik
- Pleurosticta Petr. 1931 – wabnica
- Protoparmelia M. Choisy 1929 – gruboszek
- Pseudephebe M. Choisy 1930 – cienik
- Pseudevernia Zopf 1903 – mąklik
- Punctelia Krog 1982 – biedronecznik
- Tuckermanopsis Gyeln. 1933 – brązowniczka
- Tuckneraria Randlane & A. Thell 1994 – pawężnik
- Usnea Dill. ex Adans. 1763 – brodaczka
- Vulpicida J.-E. Mattsson & M.J. Lai 1993 – złotlinka
- Xanthoparmelia (Vain.) Hale 1974 – żełuczka[2].

Nazwy naukowe na podstawie Index Fungorum. Nazwy polskie według W. Fałtynowicza.